# Finale della CONCACAF Gold Cup 2017
La finale della CONCACAF Gold Cup 2017 si disputò il 26 luglio 2017 al Levi's Stadium di Santa Clara tra le nazionali di Stati Uniti e Giamaica. Fu vinta dalla prima, che prevalse 2-1 e vinse il suo sesto titolo nella massima competizione tra nazionali nord e centroamericane.

## Le squadre
| Squadra     | Finali (o spareggi) disputate in precedenza (il grassetto indica la vittoria) |
| ----------- | ----------------------------------------------------------------------------- |
| Stati Uniti | 10 (1989, 1991, 1993, 1998, 2002, 2005, 2007, 2009, 2011, 2013)               |
| Giamaica    | 1 (2015)                                                                      |

## Cammino verso la finale

### Stati Uniti
Nonostante fossero la nazione ospitante del torneo, gli USA vennero sorteggiati nel Gruppo B in compagnia di Martinica, Nicaragua e Panama. La prima partita nell'8 luglio finì con un deludente 1-1 contro il Panama: al gol di Dominic Dwyer al 50° seguì il pareggio dieci minuti dopo per mano di Miguel Camargo. Quattro giorni dopo gli Yanks affrontarono i martinicani, che sconfissero 3-2 con gol di Omar Gonzalez e doppietta di Jordan Morris, contro la doppietta del martinicano Kévin Parsemain. Nella terza e ultima partita dei gironi, il 15 luglio, gli USA trionfarono contro il Nicaragua 3-0 con Joe Corona, Kelyn Rowe e Matt Miazga, e finirono primi nel girone con 7 punti; il Panama, che aveva sconfitto il Martinica con lo stesso risultato, li seguì al secondo posto per via della differenza reti minore (considerata in quanto entrambe le nazionali possedevano 7 punti a pari merito).
Ai quarti di finale, gli USA affrontarono l'El Salvador, terzo nel girone C e qualificatosi ai quarti tra le quattro migliori terze: i gol di Omar Gonzalez al 41° e di Eric Lichaj al secondo minuto di recupero nel primo tempo garantirono il 2-0 che valsero agli Yanks anche la semifinale. Lì, ad Arlington, si trovarono di fronte la Costa Rica, che aveva battuto il Panama 1-0: Jozy Altidore segnò il gol del vantaggio statunitense al 72°, e dieci minuti dopo Clint Dempsey segnò il gol del 2-0 che portò gli Stati Uniti nella loro decima finale.

### Giamaica
I giamaicani furono invece sorteggiati nel Gruppo C insieme a Messico, El Salvador e Curaçao, quest'ultima una delle due esordienti alla competizione insieme alla Guyana francese. Nella prima giornata, i caraibici trionfarono 2-0 contro il Curaçao grazie ai gol di Romario Williams al 58° e di Darren Mattocks un quarto d'ora dopo. La seconda partita, contro il Messico, finì a reti inviolate, mentre la terza, contro l'El Salvador, finì 1-1: i salvadoregni passarono in vantaggio al 15° con Nelson Bonilla, ma al 64° Mattocks trasformò il rigore del pareggio. La Giamaica finì quindi seconda dietro al Messico e terza davanti a El Salvador.
L'avversario della Giamaica ai quarti fu il Canada, finito secondo nel gruppo A, che fu sconfitto per 2-1: Shaun Francis portò i caraibici in vantaggio a solo 6° minuti dal fischio d'inizio, e Williams raddoppiò al 50°, mentre in seguito David Hoilett segnò il gol della bandiera. Nelle semifinali, i giamaicani si videro di fronte a loro il Messico per la seconda volta, e stavolta riuscirono a prevalere con un 1-0, merito della rete di Kemar Lawrence. Per la seconda volta, in generale e di fila, la selezione dei Reggae Boyz si trovò nella finale della Gold Cup.

### Tabella riassuntiva del percorso
| Squadra     | Pt | G | DR |
| ----------- | -- | - | -- |
| Stati Uniti | 7  | 3 | +4 |
| Panama      | 7  | 3 | +2 |
| Martinica   | 3  | 3 | +2 |
| Nicaragua   | 0  | 3 | -8 |

| Squadra     | Pt | G |
| ----------- | -- | - |
| Messico     | 7  | 3 |
| Giamaica    | 5  | 3 |
| El Salvador | 4  | 3 |
| Curaçao     | 0  | 3 |

## Descrizione della partita
Ad aprire le marcature della partita fu lo statunitense Jozy Altidore, che segnò all'ultimo minuto del primo tempo con un calcio di punizione da 27 metri, il cui destro volò oltre il muro difensivo giamaicano e si insaccò nell'angolo superiore sinistro della porta..
Al quinto minuto del secondo tempo, i giamaicani pareggiarono con Je-Vaughn Watson, che segnò dopo che raccolse una palla corner con un destro e compì un tiro di quattro metri e mezzo. A due minuti dalla fine, Jordan Morris segnò il gol della rivalsa con un destro da quasi 14 metri che si infilò nell'angolo destro della rete giamaicana.

## Tabellino
| Arbitro: | López Castellanos |

|                         |           |            |
| Altidore 45’ Morris 88’ | Marcatori | 50’ Watson |

| Stati Uniti | Giamaica |

| Stati Uniti (4-4-2) |    |                     |       |       |
|                     |    |                     |       |       |
| GK                  | 24 | Tim Howard          | 90+2’ |       |
| RB                  | 19 | Graham Zusi         | 76’   |       |
| CB                  | 3  | Omar Gonzalez       |       |       |
| CB                  | 5  | Matt Besler         |       |       |
| LB                  | 2  | Jorge Villafaña     |       |       |
| RM                  | 20 | Paul Arriola        |       | 76’   |
| CM                  | 23 | Kellyn Acosta       | 37’   | 55’   |
| CM                  | 26 | Michael Bradley (c) |       |       |
| LM                  | 25 | Darlington Nagbe    |       | 90+1’ |
| CF                  | 8  | Jordan Morris       |       |       |
| CF                  | 27 | Jozy Altidore       |       |       |
| Substitutions:      |    |                     |       |       |
| FW                  | 28 | Clint Dempsey       |       | 55’   |
| MF                  | 9  | Gyasi Zardes        |       | 76’   |
| MF                  | 13 | Dax McCarty         |       | 90+1’ |
| Allenatore:         |    |                     |       |       |
| Bruce Arena         |    |                     |       |       |

| Giamaica (5-3-2)  |    |                  |     |     |
|                   |    |                  |     |     |
| GK                | 1  | Andre Blake (c)  |     | 23’ |
| CB                | 3  | Damion Lowe      |     |     |
| CB                | 4  | Ladale Richie    | 57’ | 87’ |
| CB                | 21 | Jermaine Taylor  |     |     |
| RWB               | 5  | Alvas Powell     |     |     |
| LWB               | 20 | Kemar Lawrence   |     |     |
| CM                | 8  | Oniel Fisher     |     |     |
| CM                | 15 | Je-Vaughn Watson |     |     |
| CM                | 18 | Owayne Gordon    |     |     |
| CF                | 22 | Romario Williams |     |     |
| CF                | 10 | Darren Mattocks  | 32’ | 90’ |
| Substitutions:    |    |                  |     |     |
| GK                | 13 | Dwayne Miller    |     | 23’ |
| MF                | 17 | Kevon Lambert    |     | 87’ |
| FW                | 11 | Cory Burke       |     | 90’ |
| Allenatore:       |    |                  |     |     |
| Theodore Whitmore |    |                  |     |     |

| Uomo partita: Jordan Morris Assistenti arbitrali: Gerson López (Guatemala) Hermenerito Leal (Guatemala) Quarto ufficiale: Ricardo Montero (Costa Rica) |

Regole dell'incontro
- due tempi regolamentari da 45 minuti ciascuno;
- due tempi supplementari da 15 minuti ciascuno in caso di parità;
- tiri di rigore in caso di ulteriore parità; inizialmente cinque per squadra, e a oltranza fino a spareggio in caso di ulteriore parità;
- numero massimo di 23 giocatori per squadra a referto (11 in campo e 12 come potenziali sostituti);
- tre sostituzioni permesse nei tempi regolamentari; una quarta permessa nei tempi supplementari.

## Conseguenze
Gli Stati Uniti vinsero la loro sesta CONCACAF Gold Cup, mentre per la Giamaica fu la seconda finale di fila e complessiva persa nella competizione.